# فوسترياكوفو
فوسترياكوفو (بالروسية: Востряково) هي مدينة في مقاطعة موسكو أوبلاست في روسيا.